# Aleksandra Korewa
Aleksandra Korewa (ur. 3 czerwca 1926 w Kownie, zm. 5 marca 2014 w Sztokholmie) – polska reżyserka teatralna, filmowa, radiowa i telewizyjna, żołnierz Armii Krajowej, powstaniec warszawski, współpracowniczka Komitetu Obrony Robotników, działaczka opozycji w PRL.

## Młodość i okres II wojny światowej
Urodziła się w polskiej rodzinie ziemiańskiej. Jej ojcem był Czesław Korewa z majątku Poniewieżyk k/Kowna, matką Lidia z d. Ożarowska.
Brała udział w powstaniu warszawskim jako strzelec w kompanii Bradla. Nosiła pseudonim „Strzelec – Filip”. 21 września 1944 została ciężko ranna. Po kapitulacji powstania trafiła do obozu przejściowego w Pruszkowie, a następnie wysłano ją do obozu koncentracyjnego Auschwitz, lecz uciekła z transportu.

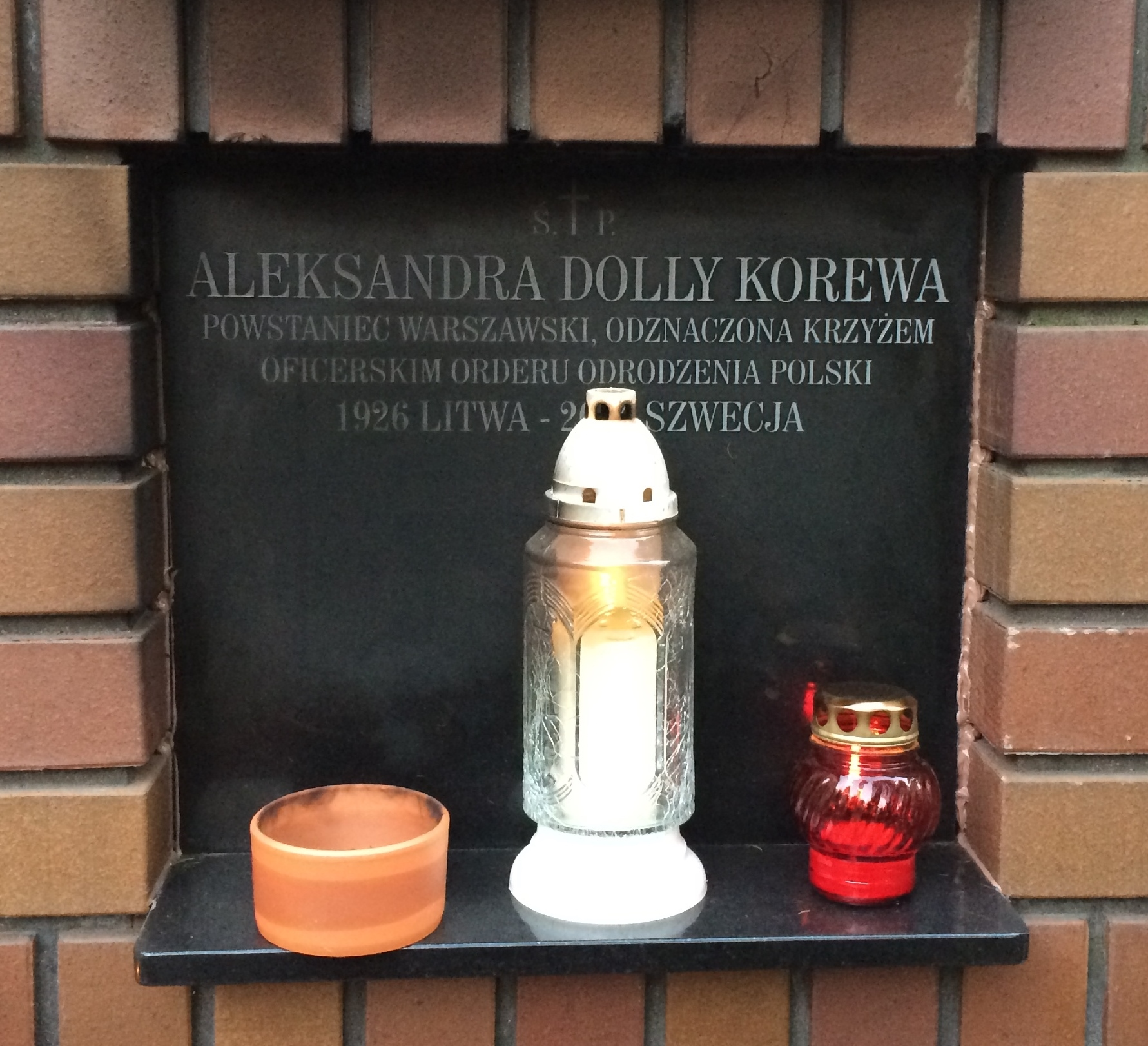
Grób Aleksandry Korewa w kolumbarium cmentarza Powązkowskiego (2014)

## Wykształcenie
Studiowała na Wydziale Reżyserii i Dramaturgii Państwowej Wyższej Szkoły Teatralnej w Warszawie. W 1952 została aresztowana przez Urząd Bezpieczeństwa pod zarzutem szpiegostwa. Osadzono ją w celi śmierci w warszawskim więzieniu na Rakowieckiej. W 1957 ukończyła studia. W latach 60. studiowała filozofię na Uniwersytecie Warszawskim, które ukończyła w 1971.

## Praca zawodowa
Ze względu na aresztowanie w okresie stalinowskim i późniejszą działalność opozycyjną, często miała trudności ze znalezieniem pracy, bądź była z niej zwalniana. Początkowo pracowała dorywczo w Teatrze Narodowym i Teatrze Polskim. Od 1960 do 1968 pracowała w „Filmie Polskim”. Przez pewien czas utrzymywała się, malując mieszkania. W 1973 została reżyserem w Teatrze Polskiego Radia. Była autorką scenariuszy filmowych i teatralnych, artykułów publicystycznych.

## Działalność opozycyjna
Po Październiku 1956 związana była z czasopismem „Współczesność” i Klubem Krzywego Koła. W marcu 1968 uczestniczyła w manifestacjach studenckich, za co usunięto ją z pracy. Od 1976 współpracowała z KOR-em. Należała do redakcji Niezależnej Oficyny Wydawniczej NOW-a. Współpracowała z „Biuletynem Informacyjnym”.
Należała do organizatorów wystawy „Solidarności” w Wenecji w 1981. Od końca 1980 do 1983 organizowała dystrybucję darów organizacji szwedzkiej Rädda Barnen (Save the Children) dla najbiedniejszych, wielodzietnych rodzin na terenie całej Polski. Po ogłoszeniu stanu wojennego była wielokrotnie przesłuchiwana przez Służbę Bezpieczeństwa.

## Działalność na emigracji
W styczniu 1982 wyjechała do córki do Szwecji. Wywiozła z Polski listę internowanych i przekazała mediom na Zachodzie szeroką informację o przebiegu stanu wojennego. W lutym 1982 powróciła do kraju i była nadal zaangażowana w działalność struktur opozycyjnych.
Od 1999 mieszkała na stałe u córki w Sztokholmie.

## Miejsce pochówku
3 października 2014 została pochowana na cmentarzu Powązkowskim w Warszawie.

## Odznaczenia
- Krzyż Oficerski Orderu Odrodzenia Polski (2008)
- Krzyż Walecznych
- Krzyż Armii Krajowej
- Medal Wojska
- Warszawski Krzyż Powstańczy (1997)[1].